# Ordre monastique de Chalais
Pour les articles homonymes, voir Chalais.
L'ordre monastique de Chalais est un ordre monastique suivant la règle de saint Benoît, créé dans le Dauphiné au XIIe siècle et qui posséda jusqu'à onze abbayes et deux prieurés dans le Sud-Est de la France. Il disparait en 1303, absorbée par la Grande Chartreuse. Il tire son nom de l’abbaye Notre-Dame-de-Chalais où il est né.

## Histoire
En 1101, Hugues de Châteauneuf, évêque de Grenoble établit une poignée d'hommes à 940 m d'altitude au-dessus de Voreppe dans l'Isère, sur les contreforts sud du massif de la Grande Chartreuse. Désireux de vivre séparés du monde en vue d'être unis par la prière, ils veulent retrouver la règle de saint Benoît sans s'intégrer dans la vie des paroisses ou du siècle. Les quelques premiers moines « ermites de Chalais » devront vivre de maigres travaux de forestage et d'élevage d'ovins, entravés par la présence puissante des Chartreux, leurs très proches voisins. Chalais devient abbaye en 1124.
En 1142, Chalais est appelé par l'évêque d'Embrun pour renforcer une petite communauté installée en 1130 dans une chapelle Saint-Marcellin sur les hauteurs boisées de Boscodon, près d'Embrun (Hautes-Alpes), dépendant alors des comtés de Forcalquier et de Provence. L'ordre de Chalais était né, suivant la règle de Saint Benoît. Les moines y construiront l'abbaye Notre-Dame de Boscodon, qui deviendra chef d'Ordre au début du XIIIe siècle, lorsque l'abbaye-mère, Chalais, sera absorbée par la Grande Chartreuse et deviendra une abbaye cartusienne.
L'abbaye de Clausonne, faisant également partie de l'Ordre Chalaisien, est construite en 1185 dans les Hautes-Alpes.
L'abbaye de Chalais est actuellement gérée par une communauté de moniales dominicaines et est connue pour sa production de biscuits.